# Norital
Norital (auch: Nurihtal, Vallis Norica, Orital, Ourital, Ovrital) ist eine alte gemeinsame Bezeichnung für das mittlere Inntal (um Innsbruck, zwischen Melach- und Zillermündung), das Wipptal und das Eisacktal sowie einen Teil des Gadertals; es bildete im Mittelalter eine Gaugrafschaft. Ihr Gebiet war ein Teil der vormaligen römischen Provinz Noricum.
Ab dem 12. Jahrhundert wurde das Norital gemeinsam mit dem Vinschgau (dem Westen Südtirols) und das Passeier (nördlich von Meran) zur Grafschaft Tirol zusammengefasst.
Grafen im Norital waren:
- Welf II. († 1030), Graf von Altdorf, im Inntal und Norital
- Hartwig aus der Familie der Sieghardinger, Bischof von Brixen 1022–1039, wird 1027 von Kaiser Konrad II. mit dem Norital belehnt; noch im gleichen Jahr gab er die Verwaltung des Noritals an seinen Bruder Engelbert weiter
- Engelbert IV. († 1040), Graf im Pustertal, Norital und Lavanttal
- Adalbert I. von Eurasburg († 1100), Graf im Norital
- Adalbert I. († 1125), dessen Sohn, Graf von Tirol